# 中冨浩文
中冨 浩文（なかとみ ひろふみ、1967年11月15日 - ）は、日本の脳神経外科医。杏林大学医学部教授。日本国内に在住し、主に日本国内にて聴覚再生手術外科手術と定位放射線治療、聴覚再生手術を融合した組み合わせ治療を行う。

## 概要
聴神経腫瘍、聴覚再生、神経線維腫症Ⅱ型、神経線維腫症２型　頭蓋底髄膜腫治療を専門とする。
持続神経機能モニタリングにより、低侵襲手術に基づく頭蓋底外科手術治療を確立しており、聴神経腫瘍に対する術中持続神経機能モニタリングを駆使した低侵襲手術を多く行う。
日本国内の耳鼻咽喉科、ヨーロッパの頭蓋底外科や神経耳科との連携や共同治療体制を持つ。
現在、杏林大学医学部教授。

## 経歴
- 1993年3月 - 東京大学医学部医学科 卒業
- 1993年5月 - 1994年2月 東京大学医学部附属病院医員（研修医）
- 1994年2月 - 1995年11月 公立昭和病院脳神経外科医員
- 1995年12月　- 1999年3月 富士脳障害研究所脳神経外科医員
- 1999年4月　- 2003年3月 東京大学大学院医学系研究科脳神経医学博士課程
- 2002年6月　- 2004年6月 米国メイヨー・クリニック脳神経外科臨床フェロー
- 2004年7月　- 2005年7月 米国シンシナチ大学脳神経外科頭蓋底外科フェロー
- 2005年8月　- 2005年9月 米国ハウスクリニック頭蓋底外科客員フェロー
- 2005年10月　- 2006年3月 東京大学医学部附属病院脳神経外科助手
- 2006年4月　- 2008年3月 虎の門病院 脳神経外科医員
- 2010年3月　- 2013年11月 東京大学医学部附属病院 脳神経外科講師
- 2013年　- 2018年　東京大学医学部附属病院 脳神経外科准教授
- 2015年4月　- 2019年 東京大学医学部附属病院 脳神経外科診療科長
- 2021年- 杏林大学医学部脳神経外科学教授、理化学研究所CBS神経動態医科学チームリーダー併任[3]

## 資格
- 医師免許（1993年5月19日）
- 米国医師免許（1995年1月、0-466-651-7）
- 日本脳神経外科学会専門医 (1999年8月9日)
- 米国ミネソタ州医師免許（2002年6月）
- 医学博士（東京大学・2003年3月28日）
- 米国オハイオ州医師免許 （2004年6月）

## 所属学会
- 日本脳神経外科学会専門医